# فاينو بريمر
فاينو بريمر (بالفنلندية: Väinö Bremer)‏ هو رياضي خماسي وطيار فنلندي، ولد في 24 أبريل 1899 في توركو في فنلندا، وتوفي في 23 ديسمبر 1964 في كيرافا في فنلندا.

## وصلات خارجية
- فاينو بريمر على موقع أوليمبيديا (الإنجليزية)